# Dactyladenia floribunda
Dactyladenia floribunda là một loài thực vật có hoa trong họ Cám. Loài này được Welw. mô tả khoa học đầu tiên năm 1859.